# Coelotes colosseus
Coelotes colosseus är en spindelart som beskrevs av Xu och Li 2007. Coelotes colosseus ingår i släktet Coelotes och familjen mörkerspindlar. Inga underarter finns listade i Catalogue of Life.